# Charles Fry
Charles William Fry, född 30 maj 1838, död 24 augusti 1882, var byggmästare i Salisbury, England. Han var en duktig musiker och kunde bl.a. hantera violin, cello, piano och kornett. Fry anslöt sig 1878 till Frälsningsarmén och bildade tillsammans med sina 3 söner Frälsningsarméns första hornmusikkår. Han skrev flera kristna sångtexter och musik.
Även hans son Frederic William Fry var en flitig sångförfattare.

## Sånger
- Kom, o, helge Ande, kom nr 429 i Frälsningsarméns sångbok.
- En vän jag har i Jesus nr 541 i FA:s sångbok.